# Tibellus vossioni
Tibellus vossioni es una especie de araña cangrejo del género Tibellus, familia Philodromidae. Fue descrita científicamente por Simon en 1884.

## Distribución
Esta especie se encuentra en Arabia Saudita y África.